# Mistrovství světa v biatlonu 2021 – smíšená štafeta
Smíšená štafeta na Mistrovství světa v biatlonu 2021 se konal ve středu 10. února v pokljuckém biatlonovém stadionu jako zahajovací závod šampionátu. Start smíšené štafety proběhl v 15.00 hodin středoevropského času.
Dvojnásobným obhájcem prvenství byl norský tým, který dokázal vítězství obhájit a získal zlato z šampionátu potřetí za sebou a celkově pošesté z této disciplíny mistrovství světa. Na druhém místě skončilo překvapivě Rakousko, které v této disciplíně získalo medaili na mistrovství světa vůbec poprvé. Bronz ukořistilo Švédsko, které při poslední střelbě předstihlo Ukrajinu a v cílové rovince náskok udrželo.

## Výsledky
| Pořadí | č. | stát                                                                                              | čas                                       | střelba (L+S)                           | ztráta  |
| --- | -- | ------------------------------------------------------------------------------------------------- | ----------------------------------------- | --------------------------------------- | ------- |
| Zlatá medaile | 2  | Norsko Sturla Holm Laegreid Johannes Thingnes Bø Tiril Eckhoffová Marte Olsbuová Røiselandová     | 1:20:19,3 18:36,5 18:21,3 21:37,6 21:43,9 | 0+4 0+7 0+0 0+1 0+1 0+1 0+2 0+2 0+1 0+3 |         |
| Stříbrná medaile | 11 | Rakousko David Komatz Simon Eder Dunja Zdoucová Lisa Theresa Hauserová                            | 1:20:46,3 19:02,2 18:59,4 21:31,5 21:13,2 | 0+1 0+1 0+1 0+0 0+0 0+0 0+0 0+1         | +27,0   |
| Bronzová medaile | 13 | Švédsko Sebastian Samuelsson Martin Ponsiluoma Linn Perssonová Hanna Öbergová                     | 1:20:49,9 19:04,3 18:56,7 21:31,5 21:17,4 | 0+3 0+5 0+0 0+2 0+1 0+2 0+0 0+1 0+2 0+0 | +30,6   |
| 4. | 10 | Ukrajina Artem Pryma Dmytro Pidručnyj Julija Džymová Olena Pidhrušná                              | 1:20:50,4 18:45,8 19:07,4 21:21,5 21:35,7 | 0+3 0+5 0+1 0+0 0+1 0+2 0+1 0+0 0+0 0+3 | +31,1   |
| 5. | 3  | Francie (r) Émilien Jacquelin Quentin Fillon Maillet Anaïs Chevalierová-Bouchetová Julia Simonová | 1:21:05,5 18:36,3 19:00,7 22:13,6 21:14,9 | 0+6 1+4 0+2 0+0 0+2 0+1 0+1 1+3 0+1 0+0 | +46,2   |
| 6. | 7  | Itálie Didier Bionaz Lukas Hofer Dorothea Wiererová Lisa Vittozziová                              | 1:21:18,2 19:32,6 19:05,6 21:36,2 21:03,8 | 0+3 0+3 0+2 0+1 0+0 0+1 0+1 0+0         | +58,9   |
| 7. | 5  | Německo Erik Lesser Arnd Peiffer Denise Herrmannová Franziska Preussová                           | 1:21:24,2 19:34,2 19:05,5 21:24,8 21:19,7 | 0+2 0+9 0+1 0+3 0+0 0+1 0+0 0+3 0+1 0+2 | +1:04,9 |
| 8. | 15 | Kanada Christian Gow Scott Gow Nadia Moserové Emma Lunderové                                      | 1:22:25,3 18:46,7 19:06,8 22:54,5 21:37,3 | 0+1 0+5 0+0 0+1 0+0 0+3 0+1 0+0         | +2:06,0 |
| 9. | 1  | Ruská biatlonová unie (RBU) Alexandr Loginov Eduard Latypov Světlana Mironovová Uljana Kajševová  | 1:22:30,7 19:01,7 19:09,0 22:38,3 21:41,7 | 0+5 2+4 0+2 0+1 0+3 0+0 0+0 2+3 0+0 0+0 | +2:11,4 |
| 10. | 6  | Švýcarsko Benjamin Weger Jeremy Finello Selina Gasparinová Lena Häckiová                          | 1:22:57,8 19:13,9 19:24,5 21:23,3 22:56,1 | 0+4 1+5 0+1 0+1 0+0 0+1 0+0 0+0 0+3 1+3 | +2:38,5 |
| 11. | 14 | Česko Ondřej Moravec Michal Krčmář Markéta Davidová Lucie Charvátová                              | 1:23:19,3 19:34,7 19:33,4 21:27,0 22:44,2 | 0+2 2+7 0+1 0+1 0+0 0+3 0+1 0+0 0+0 2+3 | +3:00,0 |
| 12. | 9  | USA Sean Doherty Jake Brown Joanne Reidová Clare Eganová                                          | 1:23:44,1 19:14,2 19:24,6 22:21,8 22:43,5 | 0+3 0+5 0+0 0+0 0+0 0+2 0+2 0+1 0+1 0+2 | +3:24,8 |
| 13. | 8  | Finsko Tuomas Harjula Tero Seppälä Suvi Minkkinenová Mari Ederová                                 | 1:23:54,4 19:32,1 19:24,1 23:03,3 21:54,9 | 0+2 0+4 0+2 0+1 0+0 0+3 0+0 0+0         | +3:35,1 |
| 14. | 4  | Bělorusko Anton Smolski Sergey Bocharnikov Elena Kruchinkinová Dzinara Alimbekavová               | 1:24:20,2 18:32,2 20:35,3 23:41,0 21:31,7 | 0+4 2+4 0+1 0+0 0+1 0+1 0+2 2+3 0+0 0+0 | +4:00,9 |
| 15. | 26 | Bulharsko Dimitar Gerdzhikov Vladimir Iliev Milena Todorovová Daniela Kadevavová                  | 24:26,5 19:24,6 19:43,1 22:04,2 23:14,6   | 0+3 0+2 0+0 0+0 0+2 0+0 0+1 0+1 0+0 0+1 | +4:07,2 |
| 16. | 17 | Slovinsko Jakov Fak Klemen Bauer Polona Klemenčičová Živa Klemenčičová                            | 1:24:57,2 18:43,9 19:53,9 23:07,8 23:11,6 | 0+1 1+5 0+0 0+1 0+1 0+1 0+0 0+0 0+0 1+3 | +4:37,9 |
| 17. | 22 | Litva Karol Dombrovski Vytautas Strolia Gabrielė Leščinskaitėová Natalija Kočerginaová            | 1:25:20,3 19:33,8 19:40,9 23:02,4 23:03,2 | 0+4 0+6 0+0 0+2 0+2 0+0 0+0 0+2 0+2 0+2 | +5:01,0 |
| 18. | 20 | Slovensko Michal Šíma Tomáš Hasilla Ivona Fialková Paulína Fialková                               | 1:25:25,4 20:16,6 19:54,1 23:21,1 21:53,6 | 0+2 1+8 0+1 0+3 0+1 0+1 0+0 1+3 0+0 0+1 | +5:06,1 |
| 19. | 16 | Estonsko Rene Zahkna Kalev Ermits Johanna Talihärmová Tuuli Tomingasová                           | 1:25:25,6 19:35,2 20:34,4 23:08,2 22:07,8 | 0+2 0+6 0+0 0+1 0+0 0+2 0+2 0+2 0+0 0+1 | +5:06,3 |
| 20. | 18 | Japonsko Mikito Tačizaki Tsukasa Kobonoki Fuyuko Tačizakiová Sari Maedaová                        | 1:25:41,9 20:26,3 20:08,0 22:27,0 22:40,6 | 0+5 1+7 0+1 1+3 0+1 0+2 0+0 0+1 0+3 0+1 | +5:22,6 |
| 21. | 24 | Belgie Florent Claude Thierry Langer Lotte Lieová Rieke De Meyerová                               | 1:26:50,4 19:25,0 19:56,3 22:37,2 24:51,9 | 0+3 0+1 0+2 0+0 0+0 0+0 0+0 0+1 0+1 0+0 | +6:31,1 |
| 22. | 25 | Moldavsko Maksim Makarov Mihail Usov Alina Stremous Alla Ghilenko                                 | 1:26:59,7 20:20,3 20:08,0 23:40,5 22:50,9 | 0+8 0+7 0+3 0+1 0+2 0+0 0+3 0+3 0+0 0+3 | +6:40,4 |
| 23. | 19 | Lotyšsko Aleksandrs Patrijuks Edgars Mise Baiba Bendiková Sanita Buliņová                         | 1:27:05,4 19:59,7 20:35,0 22:06,0 24:24,7 | 0+4 0+4 0+1 0+0 0+0 0+3 0+2 0+1 0+1 0+0 | +6:46,1 |
| 24. | 12 | Polsko Andrzej Nędza-Kubiniec Grzegorz Guzik Anna Mąkaová Kamila Žuková                           | 1:27:06,3 20:00,8 21:16,0 22:42,2 23:07,3 | 0+0 3+9 0+0 0+0 0+0 2+3 0+0 0+3 0+0 1+3 | +6:47,0 |
| 25. | 23 | Rumunsko George Buta Cornel Puchianu Elena Chirkovová Ana Cotrusová                               | LAP 19:36,8 21:06,7 24:10,7               | 2+9 2+3 0+2 0+0 0+1 2+3 0+3 0+0 2+3     |         |
| 26. | 27 | Jižní Korea Kim Yong-gyu Choi Du-jin Jekatěrina Avvakumovová Anna Frolinová                       | LAP 20:54,4 21:43,1                       | 0+1 0+4 0+1 0+3 0+0 0+1 0+0 0+0         |         |
| 27. | 21 | Kazachstán Alexandr Mukhin Vladislav Kireyev Yelizaveta Belchenková Galina Višněvská              | LAP 22:04,6 21:06,3                       | 0+4 3+6 0+3 3+3 0+1 0+3 0+0 0+0         |         |
| zdroj:Startovní listna, Výsledky Č. – startovní číslo týmu, LAP – tým byl předběhnut o kolo, r – vedoucí tým disciplíny ve světovém poháru |    |                                                                                                   |                                           |                                         |         |